# Замараев, Василий Артемьевич
Василий Артемьевич Замараев (11 [24] февраля 1908 или 12 [25] февраля 1908, Березово, Тобольская губерния — 8 февраля 1972, Москва) — советский хозяйственный, государственный и политический деятель.

## Биография
Родился в 1908 году в деревне Березово. Член КПСС.
С 1927 года — на хозяйственной, общественной и политической работе. В 1927—1972 гг. — техник на транспортном строительстве в Москве, начальник участка на строительстве Амуро-Якутской магистрали, участник проектирования транспортных и промышленных сооружений, на проектно-исследовательской работе в институте «Промстройпроект», на руководящей работе в Министерстве городского и сельского строительства СССР и Главмособлстрое, начальник Главного управления по строительному проектированию предприятий, зданий и сооружений и членом коллегии Госстроя СССР, заместитель председателя Госстроя СССР, главный редактор журнала «Промышленное строительство»
За разработку и внедрение системы унификации промышленных зданий и сооружений был в составе коллектива удостоен Государственной премии в области техники 1977 года.
Умер в Москве в 1972 году.